# Bula (Guinea-Bissau)
Bula ist eine Kleinstadt im Nordwesten Guinea-Bissaus mit 8678 Einwohnern (Stand 2009).
Der Ort ist Sitz des gleichnamigen Verwaltungssektors mit einer Fläche von 746 km² und 29.557 Einwohnern (Stand 2009).
Bula liegt 37 km nördlich von der Landeshauptstadt Bissau entfernt und ist über die asphaltierte Überlandstraße von Bissau zur 70 km entfernten Regionalhauptstadt Cacheu zu erreichen.
Der Ort wird bestimmt von bunten Verkaufsständen, die sich an der Hauptstraße quer durch den Ort aneinanderreihen. Sehenswürdigkeiten bietet der Ort darüber hinaus keine besonderen.

## Geschichte
Im März 1969 wurde Bula zum Sitz eines eigenen Kreises (Concelho).
Nach der Unabhängigkeit Guinea-Bissaus 1974 blieb Bula auch in der neuen Verwaltungsgliederung Guinea-Bissaus Verwaltungssitz.

## Sport
Der Fußballklub Nuno Tristão FC ist der bedeutendste Sportverein im Sektor. 2014 konnte er erstmals die Landesmeisterschaft Guinea-Bissaus gewinnen.
Der Verein empfängt seine Gäste im Estádio José Ansumane Queta in Bula.
Er wurde 1948 unter seiner heutigen, an den portugiesischen Seefahrer Nuno Tristão erinnernden Bezeichnung gegründet. Nach der Unabhängigkeit 1974 wurde er in Bula Futebol Clube umbenannt, im Zuge der allgemeinen Entkolonisierungsbemühungen. Seit dem 18. Dezember 2007 trägt er wieder seinen ursprünglichen Namen.

## Söhne und Töchter der Stadt
- Kumba Ialá (1953–2014), Politiker, von 2000 bis 2003 Staatspräsident